# Letališče Lappeenranta
Letališče Lappeenranta (IATA: LPP; ICAO: EFLP) je letališče na Finskem, ki primarno oskrbuje Lappeenranto.